# Breaker's
Breaker's (ブレイカーズ, en japonais) est un jeu vidéo de combat développé par Visco et édité par SNK en 1996 sur Neo-Geo MVS, Neo-Geo AES et sur Neo-Geo CD (NGM / NGH 230),,.
En 2017, le jeu est édité par PixelHeart pour une sortie sur CD-Rom DreamCast, puis en 2022 le jeu bénéficie d'une réédition sur Neo-Geo CD.

## Système de jeu
Les contrôles du jeu sont similaires à ceux des premiers opus de la série Fatal Fury de SNK (en particulier Fatal Fury 2, Special et 3). Les actions spéciales sont également similaires à celles des autres jeux de combat de la même époque, bien que les techniques d'accélération et de recul aient tendance à différer d'un personnage à l'autre (certains d'entre eux roulent sur le sol par exemple). De plus, le joueur peut se déplacer en se relevant après une chute. Le système de jeu met l'accent sur l'équilibre entre les personnages grâce à une fonction élaborée d'ajustement des dégâts.
Une version mise à jour du jeu intitulée Breakers Revenge introduit un nouveau personnage nommé Saizo et fait du boss final Bai-Hu un personnage jouable. Revenge apporte des ajustements aux personnages existants, rééquilibrant le jeu, les barres de vie de ce jeu ont été modifiées pour avoir un aspect différent des barres de vie du premier jeu, et les graphismes de certains stages ont été supprimés (par exemple, les drapeaux dans le stage de Sho Kamui).

## Série
1. Breaker's (1996)
2. Breaker's Revenge (1998, Neo-Geo MVS)